# Marcelo Falcão
Marcelo Falcão Custódio (Rio de Janeiro, 31 de maio de 1973) é um cantor, compositor e músico brasileiro, mais conhecido pelo trabalho como vocalista do grupo O Rappa. Nasceu e cresceu no bairro Engenho Novo na cidade do Rio de Janeiro.  Falcão fez o primário no colégio Salesiano do Riachuelo, que era próximo de onde morava, no Engenho Novo.
Após ter saído do Salesiano, Falcão estudou por dois anos no Colégio João Evangelista Costa em SP, e logo após, fez escola técnica, se formando em eletrônica, seguindo a orientação de seu pai. Falcão teve contato com a música muito cedo, quando seu pai ficaria um tempo fora e resolveu comprar um violão para aprender a tocar, enquanto estivesse longe da família. Acabou que na volta de viagem de seu pai, quando ainda criança, resolveu aprender a tocar. Com ajuda do seu tio Jão, irmão de sua mãe, ele aprendeu os primeiros acordes e, depois, seguiu sozinho. Quase todos os dias à noite, Falcão pegava seu violão e sentava na escada do prédio de seus pais no Engenho Novo, aproveitando a acústica e tirava um som.
Falcão se formou em eletrônica e começou a exercer a função, trabalhando em uma empresa que fazia manutenção em equipamentos médicos de alta tecnologia, mas a música não saía da sua cabeça.
Um dia leu em um anúncio de jornal, que uma banda precisava de um vocalista. Passou nos testes e acabou entrando nessa banda, que viria ser O Rappa. Quando O Rappa decidiu tirar férias, reuniu uma turma da pesada para fazer um som e se divertir. Despretensiosamente, então, nasceu o projeto Loucomotivos, e o que era pra ser apenas um ensaio pré-carnavalesco virou o maior barulho da Lapa nos verões cariocas.

## Biografia

### Começo
Marcelo Falcão Custódio filho de Maria Selma Falcão Custódio e Ademir Custódio, nasceu e viveu no bairro do Engenho Novo, subúrbio carioca, em uma casa humilde, possui um irmão  chamado Vinicíus Falcão. Sempre teve uma afinidade por música, cantando entre amigos, incluindo o futuro jornalista do Jornal do Brasil Silvio Essinger. Antes de completar 19 anos, Falcão completou o segundo grau como técnico em informática, e arranjou um emprego na empresa de hematologia Ciba-Corning.

### O Rappa
Em 1992, Falcão viu um anúncio no jornal O Globo procurando vocalista para uma banda de reggae, e se instigou pelo nome de Nelson Meirelles, apresentador de um programa que Falcão ouvia na Rádio Fluminense, bem como produtor do Cidade Negra. Falcão foi o último a testar em uma extensa lista de candidatos, encontrando os músicos - Meirelles, Marcelo Lobato, Alexandre "Xandão" Menezes, e Marcelo Yuka, que tinham acompanhado o cantor Papa Winnie em sua turnê no Brasil - exaustos, mas sua performance empolgada de "Selvagem", da Banda Os Paralamas do Sucesso, foi o suficiente para uma aprovação. já tendo agendada apresentação no Circo Voador. Depois de um show sem nome em Curitiba, decidiram batizar o grupo. Após cogitar Cão Careca e Batmacumba, o nome escolhido O Rappa vem da designação popular dada aos policiais que interceptam camelôs, os "rapas". Com um P a mais para diferenciar, o nome foi escolhido. Um exemplo de a palavra rapa ser aplicada aos caçadores de camelôs pode ser encontrado na canção "Óia o rapa!", na composição de Lenine e Sérgio Natureza, gravada pela banda no CD Rappa Mundi.
Como o disco de estreia, O Rappa (1994), não obteve muito sucesso, Nelson Meirelles foi substituído por Lauro Farias, que tocava com Yuka no KMD-5. O segundo álbum, Rappa Mundi (1996), tornou-se um sucesso estrondoso, com muitas canções no rádio, e o terceiro, Lado B Lado A (1999), manteve a banda aclamada por público e crítica. A performance de Falcão em especial se tornou elogiada por sua empolgação e dedicação nos shows. Em 2001, o baterista e letrista Marcelo Yuka foi vítima direta da violência urbana, ao ser baleado durante tentativa de assalto, ficando paraplégico, e assim impossibilitado de tocar bateria. Lobato assumiu o instrumento (deixando para seu irmão Marcos Lobato, contribuinte d'O Rappa, os teclados como músico de apoio) e O Rappa voltou a tocar. Mesmo debilitado, o baterista voltou ao grupo e,no mesmo ano, lançaram o disco Instinto Coletivo ao Vivo, com um show gravado em 2000, ainda com Yuka na bateria e três inéditas de sua autoria.
Em 2003, O Silêncio que Precede o Esporro, primeiro álbum sem ligação com Yuka, foi lançado. Falcão se tornou o principal letrista, também fazendo em parceria com Carlos Pombo "O Salto".
Em 2005, atendendo a convite por parte da MTV Brasil, a banda gravou o especial Acústico MTV - O Rappa, com participação de Maria Rita em O que sobrou do céu e Rodo Cotidiano, e Siba, do Mestre Ambrósio, na rabeca em algumas canções. O disco também rendeu um DVD com algumas canções além das presentes no CD. No dia 7 de julho de 2007, O Rappa realizou um concerto na etapa brasileira do Festival Live Earth, no Rio de Janeiro.
Em 2008 eles lançaram seu mais recente álbum, 7 Vezes. A faixa escolhida para primeiro single, Monstro Invisível, chegou as rádios no dia 8 de julho, e fez muito sucesso, sendo bastante executada. Destaque também para o segundo single, Meu Mundo É o Barro. Em 22 de agosto de 2009, O Rappa fez um show na favela da Rocinha, onde foi gravado um DVD ao vivo.
Seguiram-se dois anos de pausa, explicados pelos músicos como necessidade de descansar após 15 anos na estrada. O Rappa voltou a tocar junto com shows na Marina da Glória em outubro 2011. Em 2013 lançam novo álbum intitulado Nunca Tem Fim..., com músicas como "Anjos (Pra Quem Tem Fé)" “Fronteira (D.U.C.A.)” e "Auto-Reverse", com o qual 3 meses após lançamento, certificado de Disco de Ouro é atribuído ao novo álbum. No dia 3 de maio de 2017, o grupo anuncia no Facebook que após o termino da turnê, em fevereiro de 2018, fará uma pausa 'sem previsão de volta'.

### Outros projetos
Após anos de trabalho árduo, O Rappa decidiu tirar umas férias. Assim como os jogadores de futebol aproveitam as férias para jogar uma pelada com os amigos, Falcão não pensou diferente, reunindo vários amigos como B Negão, Bino (Cidade Negra), Liminha e João Fera (Paralamas do Sucesso) objetivando a criação do projeto Loucomotivos. A princípio, tal projeto seria apenas um ensaio pré-carnavalesco, porém acabou se tornando o maior barulho da Lapa nos últimos verões cariocas. A ideia inicial era aproveitar esse período de descanso se divertindo e tocando algumas músicas preferidas, tais como Exodus, de Bob Marley; Mantenha o Respeito, do Planet Hemp; Você, de Tim Maia; Inútil, do Ultraje a Rigor; e Novidade, de Gilberto Gil, entre outras.
A primeira apresentação aconteceu em 2005, na Marina da Glória e, em seguida, a banda foi convidada por uma marca de cerveja para tocar em seu bloco no carnaval de Salvador, onde tocou por dois anos consecutivos. O projeto foi tão bem aceito pelo público que o Circo Voador convidou os Loucomotivos para assumir as noites de quartas-feiras no Verão do Circo.
Em 2009, Falcão decidiu não tocar para não atrapalhar o lançamento do disco 7 Vezes, do Rappa. Todavia, em 2010, com O Rappa de férias, os Loucomotivos se reencontraram, fizeram o réveillon em Fernando de Noronha, e uma nova temporada no Circo, com o sucesso, resolveram levar o show para todo o Brasil.
Em abril de 2018, Falcão grava um álbum solo pela Warner Music, intitulado Viver (Mais Leve que o Ar).
Em 2 de dezembro de 2023, Falcão realizou sua última apresentação do ano no Campus Festival 2023, em João Pessoa. Após o show de Falcão, Nando Reis e Pitty também se apresentaram.

## Discografia

### Carreira Solo
- 2019 - Viver (Mais Leve que o Ar)

### Com O Rappa
| Álbuns de estúdio - 1994 - O Rappa - 1996 - Rappa Mundi - 1999 - Lado B Lado A - 2003 - O Silêncio Q Precede O Esporro - 2008 - 7 Vezes - 2013 - Nunca Tem Fim...' | Ao vivo - 2001 - Instinto Coletivo - 2005 - Acústico MTV - O Rappa - 2010 - O Rappa Ao Vivo - 2016 - Acústico Oficina Francisco Brennand - 2017 - Marco Zero |

### Participação em outros projetos
- 1998 - CSNZ, no primeiro lançamento da Nação Zumbi, após a morte de Chico Science, participa na faixa "Malungo".
- 2002 - Estreito, da banda Rodox -  A convite do colega de geração Rodolfo Abrantes, participa juntamente com Xis na faixa "Três Reis"
- 2005 - CD/DVD "Acústico MTV: Bandas Gaúchas" - Participação na faixa "Dívida", da banda Ultramen
- 2010 - Série em desenho animado 3D Babar e as Aventuras de Badou da Nelvana - Intérprete do tema de abertura
- 2012 - CD/DVD "Música Popular Caiçara – Ao Vivo" da banda Charlie Brown Jr. - Participação nas faixas "Me Deixa", "Não é Sério"
- 2013 - Jingle "Vem pra Rua"
- 2017 - CD/DVD "Jota Quest Acústico", da banda Jota Quest - Participação na faixa "Você Precisa de Alguém".
- 2017 - Álbum "Dona de Mim", da cantora IZA - Participação na faixa "Pesadão"